# La familia: una proclamación para el mundo

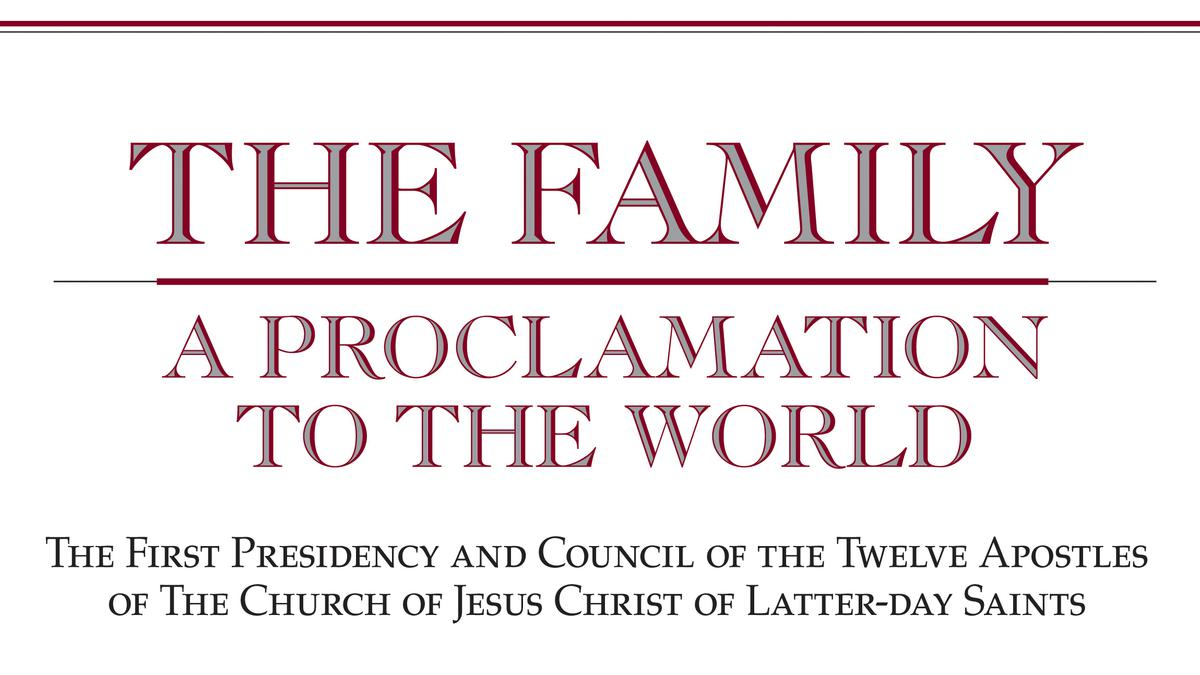
Imagen del título del documento original de la proclamación "The family a proclamation to de worl"

La Familia: Una Proclamación para el Mundo es una declaración emitida por La Iglesia de Jesucristo de los Santos de los Últimos Días en 1995, que define la posición oficial de la Iglesia respecto a la sexualidad humana y la familia. Fue primeramente anunciada por el presidente de la Iglesia Gordon B. Hinckley durante la Reunión Mundial de la Sociedad de Socorro el 23 de septiembre de 1995 y lleva el sello oficial de la Primera Presidencia y el Quórum de los Doce Apóstoles de la iglesia.

## Historia
La Proclamación fue emitida poco después de que la iglesia se viera involucrada en medio de importantes debates legales y acciones legislativas en relación con el matrimonio entre personas del mismo sexo en Hawái y otros estados de los Estados Unidos. En marzo de 1995, el estado de Utah aprobó una ley estatal haciendo ilegal el matrimonio entre homosexuales y luego en abril de ese mismo año, Hawái revaluó sus estatutos en relación con prohibiciones sobre el matrimonio entre personas del mismo género resolviendo el asunto en sus cortes. 
El documento se leyó en público por primera vez durante una conferencia de mujeres de la iglesia, el 23 de septiembre de 1995, después de lo cual, en octubre de ese año se discutió extensamente en la conferencia general de la igleisia. Numerosas copias han sido impresas y enmarcadas para ser mostradas en las casas de los hogares de los miembros de la iglesia, una tradición que continúa, más de dos décadas después.

## Contenido
La Proclamación no contiene nuevas declaraciones sobre doctrina o política de la Iglesia de Jesucristo de los Santos de los Últimos Días. Es, sin duda, la declaración oficial más completa emitida por la Iglesia de Jesucristo de los Santos de los Último Días sobre la posición de la iglesia en relación con los géneros y el sexo. La proclamación puede ser dividida en tres secciones, cada una de ellas con una lista de puntos claves: afirmaciones, directivas y admoniciones.

### Afirmaciones
- Todos los seres humanos, hombres y mujeres, son creados a la imagen de Dios.
- El ser hombre o mujer es una característica esencial de la identidad y el propósito eternos de los seres humanos en la vida premortal, mortal, y eterna.
- En la vida premortal, los hijos y las hijas espirituales de Dios lo conocieron y lo adoraron como su Padre Eterno, y aceptaron Su plan.
- Las ordenanzas y los convenios sagrados disponibles en los templos de la iglesia permiten que las personas regresen a la presencia de Dios y que las familias sean unidas eternamente.

### Directivas
- Los sagrados poderes de la procreación se deben utilizar sólo entre un hombre y una mujer legítimamente casados, como esposo y esposa.
- Los padres tienen la responsabilidad sagrada de educar a sus hijos dentro del amor y la rectitud, de proveer para sus necesidades físicas y espirituales, de enseñarles a amar y a servirse el uno al otro.[1]
- Hay más posibilidades de lograr la felicidad en la vida familiar cuando se basa en las enseñanzas de Jesucristo y los principios de la fe, la oración, el arrepentimiento, el perdón, el respeto, el amor, la compasión, el trabajo y las actividades recreativas edificantes.
- El padre debe presidir sobre la familia con amor y rectitud y tiene la responsabilidad de protegerla y de proveerle las cosas necesarias de la vida.
- La responsabilidad primordial de la madre es criar a los hijos. En estas responsabilidades sagradas, el padre y la madre, como iguales, están obligados a ayudarse mutuamente.

### Advertencias
- Las personas que violan los convenios de castidad, que abusan de su cónyuge o de sus hijos, o que no cumplen con sus responsabilidades familiares, un día deberán responder ante Dios.
- La desintegración de la familia traerá sobre el individuo, las comunidades y las naciones las calamidades predichas por los profetas antiguos y modernos.

## Estado
El presidente Gordon B. Hinckley leyó esta proclamación como parte de su mensaje en
la Reunión General de la Sociedad de Socorro, el 23 de septiembre de 1995, en Salt Lake City, Utah, E.U.A.
La proclamación fue firmada por los tres miembros de la Primera Presidencia y los doce miembros del Consejo de los Doce Apóstoles, y las copias producidas por la Iglesia incluyen esas quince firmas en la parte inferior, enfatizando su naturaleza autorizada. La Iglesia enseña que cada uno de los quince firmantes es un apóstol, como así también un profeta, un vidente y un revelador; que la Primera Presidencia y el Quórum de los Doce actuando en conjunto con la Primera presidencia cuando está activa, están capacitados para recibir revelación de Dios para guiar a la Iglesia y enseñar al mundo entero; y que sus pronunciamientos, cuando son impulsados por el Espíritu Santo, poseen la autoridad de una escritura.